# イタリア国鉄R370蒸気機関車

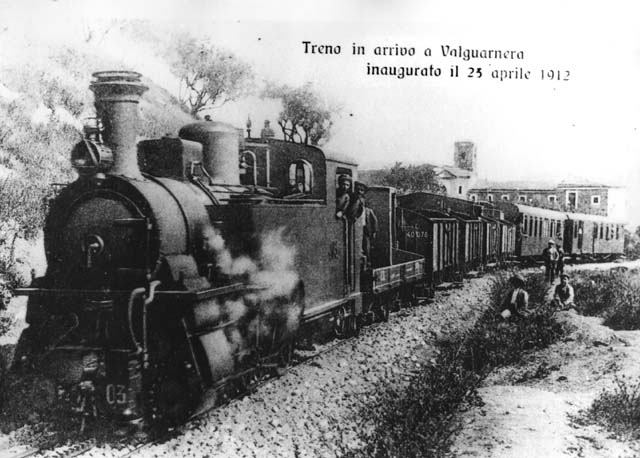
混合列車を牽引するR370.03号機、シチリア島中央部のヴァルグアルネーラ・カロペーペ付近

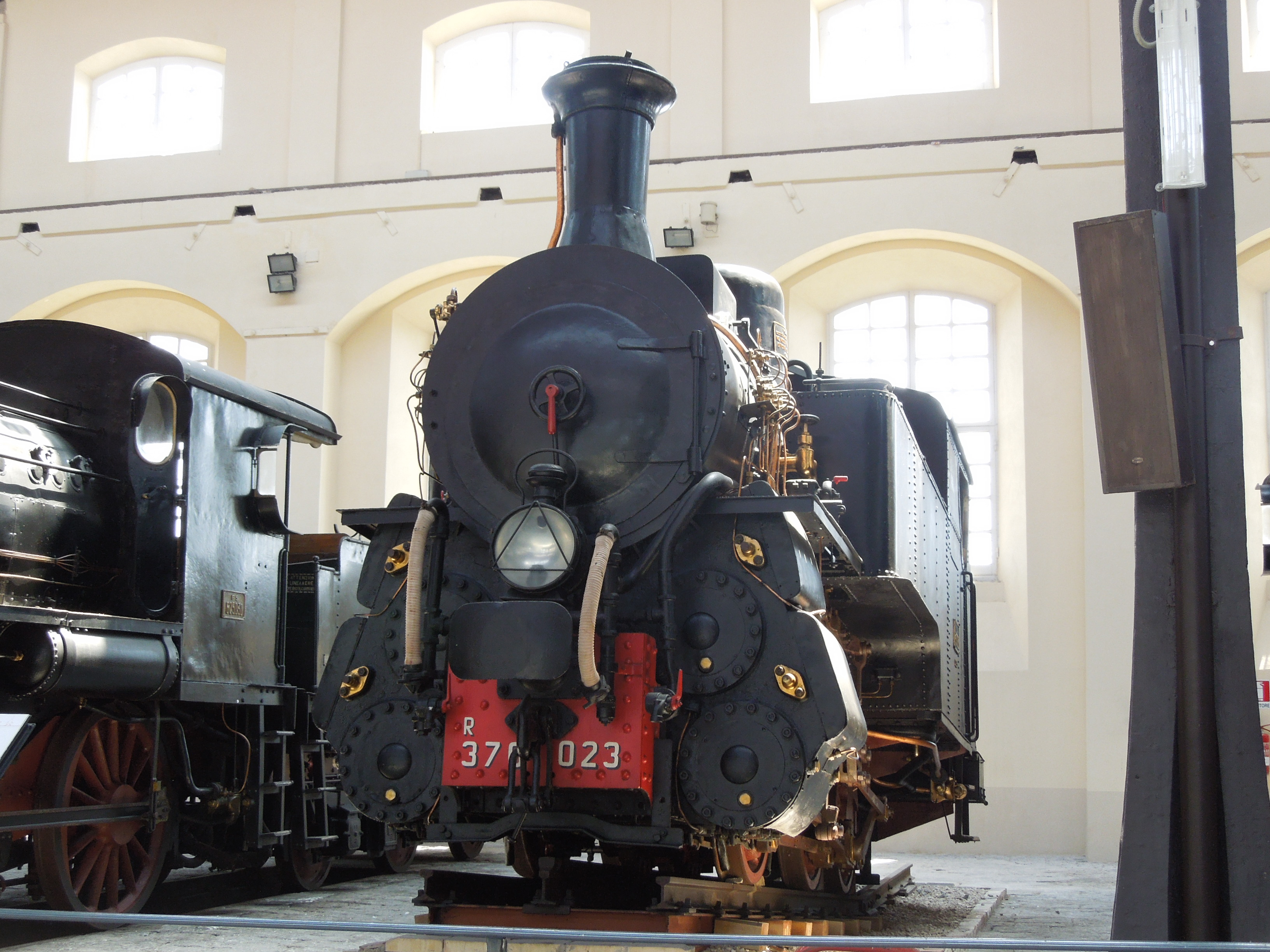
ピエトラルサ国立鉄道博物館で静態保存されているR370.023号機、2012年

イタリア国鉄R370蒸気機関車（いたりあこくてつR370じょうききかんしゃ）は、イタリアのイタリア国鉄（Ferrovie dello Stato Italiane（FS））の950mm軌間の路線で使用された山岳鉄道用ラック式蒸気機関車である。

## 概要
イタリア最大の島であるシチリア島では、イタリア国鉄による路線網の整備は1435mm軌間の路線網の整備と並行して、1900年代には狭軌の950mm軌間での路線の建設が始まって1900-20年代に順次開業し、これに私鉄として1884-86年に開業していたパレルモ・サン・エラスモ駅 - コルレオーネ駅間の路線が加わってイタリア国鉄の狭軌路線網を形成していた。これらの路線が整備された目的として、沿線の旅客や農産物等の輸送があったが、これに加えてシチリア島内で産出していた硫黄の輸送が大きな目的となっており、一部路線はシチリア島内山間部にまで至っていたため、以下の路線は一部の区間をラックレール区間とした山岳路線として整備されていた。
- ディッタイノ-ピアッツァ・アルメリーナ-カルタジローネ線[1]
- ディッタイノ-レオンフォルテ線[2]
- アグリジェント-ナーロ-リカータ線[3]
- レルカーラ-フィラガ-マガッツォロ線[4]
- フィラガ-パラッツォ・アドリアーノ線[5]

これらの路線のラック区間はいずれも建築コスト削減のため最急最急勾配を75パーミルに抑えつつ、ラックレール方式は単純なシュトループ式としており、この区間で使用する蒸気機関車として導入された機体が本稿で記述するR370である。R370は小型のラック式蒸気機関車として1911年から1929年にかけてイタリアのSaronnoおよびOTで計48機が製造されたもので、ラック式の蒸気機関車の単一形式としては欧州最多機数の形式となっている。この機体は、イタリア北部のチェーチナとサリーネ・ディ・ヴォルテッラの間を結ぶ1435mm軌間、最急勾配100パーミルのチェーチナ-ヴォルテッラ線用にイタリア国鉄がスイスのSLMから導入した980蒸気機関車をベースとして950mm軌間対応とした、車軸配置Cz、出力264kW、運転整備重量38.1tのもので、ヴィンタートゥール式と呼ばれるラック式駆動装置を装備している。
粘着動輪とラックレール用ピニオンの双方を駆動するラック式鉄道車両では、動輪のタイヤの摩耗等による動輪径の変化に伴って動輪とピニオンの周速に差が出るため、1900年代以降は粘着動輪とラックレール用ピニオンを別個に駆動するために4シリンダ式としてシリンダーおよび弁装置2式を装備するものがほとんどとなっており、その方式としてヴィンタートゥール式、アプト式、ベイヤー・ピーコック式、クローゼ式ほか名称の無いものも含めいくつかのものが存在していた。
本形式で採用されたヴィンタートゥール式は、考案したSLMの所在地の名を採った方式で、ラック式駆動装置用のシリンダを粘着式用の上部に配置して、台枠上部に装備された中間軸を駆動し、そこから1段減速で台枠に装備された駆動用のピニオンを駆動する方式で、 スイスのアッペンツェル軌道会社に1904、09年に導入されたSLM製のHG2/4形や同じくスイス国鉄ブリューニック線に1905-26年に導入された同じくSLM製のHG3/3形 で実績のあるものであり、イタリア国鉄が導入した980は後者を拡大した設計であったほか、R370は同じく後者と比較してボイラー容量が若干増加、走行装置は類似のディメンジョンの機体となっていた。

## 仕様

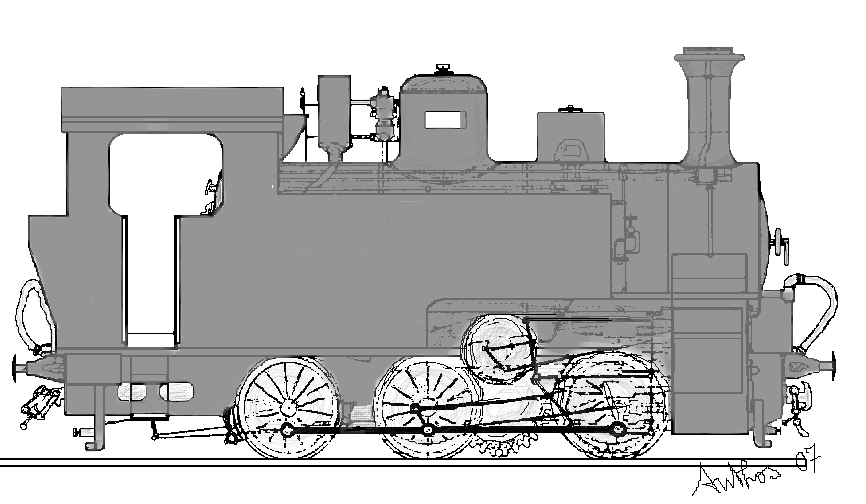
R370の側面図

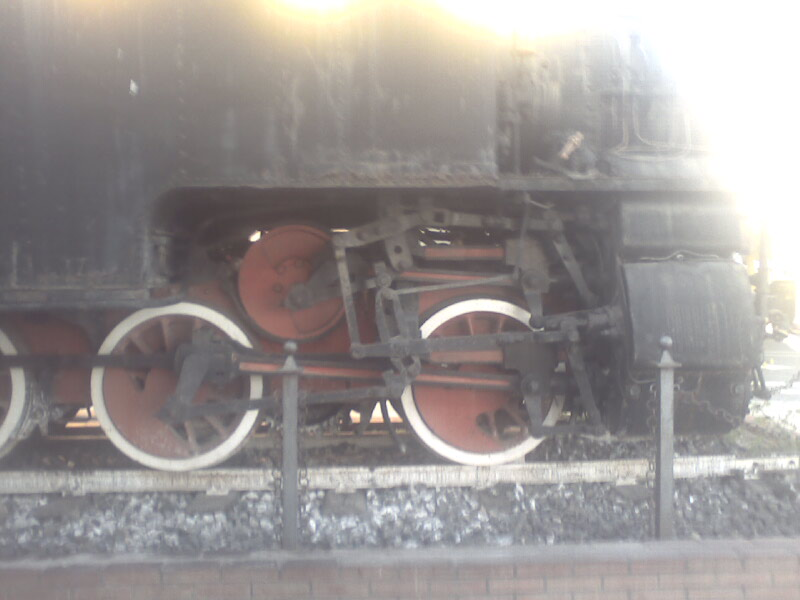
R370の駆動装置付近、第一動輪と第二動輪間の内側に見えるギアがラック区間用ピニオンで、第二動輪の斜め上方の駆動軸から一段減速で駆動される

### 概要
- 走行装置は粘着動輪用とピニオン用がそれぞれ2シリンダの4シリンダ式で、粘着動輪のみで走行する場合には粘着式駆動装置のみの2シリンダ単式、ラック区間走行時には粘着式駆動装置のシリンダを高圧シリンダ、ラック式駆動装置のシリンダを低圧シリンダとする4シリンダ複式として動作するものとなっている。弁装置はいずれもワルシャート式であり、粘着動輪用走行装置とピニオン用走行装置は弁装置はそれぞれ独立したもの、加減弁、逆転器などを共用として、シリンダブロック内に装備した蒸気シリンダ駆動の切替弁を操作することによって粘着式駆動装置のスライドバルブの蒸気出口からの蒸気を、ラック式駆動装置のスライドバルブの蒸気入口もしくはブラストパイプのどちらかに切り替えることでラック式駆動装置用のシリンダへの蒸気の供給を制御する方式となっている。
- 台枠は鋼板製で内側台枠式の板台枠で、ボイラ台とシリンダブロックは鋳鉄製である。動輪は直径950mmのスポーク車輪で、これを全軸距3000mmの車軸配置Cに配置して主動輪を第2動輪とし、第1動輪と第2動輪の間を1700mmと若干広くとり、この間にラック式駆動装置のシリンダから駆動されるピニオン駆動用軸と、そこからギヤ比1:2.2で1段減速される有効径860mmのピニオンを設置して車軸配置Czとしているほか、第1動輪の車軸にはブレーキ用としてブレーキドラム併設の有効径828mmの ピニオンをフリーで嵌込んでいる。なお、ピニオンが1段減速となっているため、走行時、外見上は粘着式とラック式駆動装置（駆動用軸）が逆回転しているかのように見える。
- ボイラーは全伝熱面積62.2m2、蒸気圧力14kg/cm2の飽和蒸気式、シリンダはいずれも径400×行程450mmで粘着式駆動装置用、ラック式駆動装置用とも台枠外側に水平に設置されており、ラック方式はラックレール1条のシュトループ式である。なお、運行される路線は最急勾配75パーミルであったが、本形式は100パーミルまででの運行が可能な設計となっている。
- 連結器はねじ式連結器で、連結器下にフックを備えている。また、石炭の積載量は1.2t、水積載容量は4m3、水タンクはサイドタンク式である。
- ブレーキ装置は反圧ブレーキ、手ブレーキ及び真空ブレーキで、基礎ブレーキ装置は粘着動輪は第3動輪に両抱式踏面ブレーキが、第1動輪に併設されたブレーキ用ピニオンのブレーキドラムにも両抱式ブレーキが作用するほか、ピニオン駆動用軸にも独立してバンド式の手ブレーキ装置が設置されて非常用ブレーキとして使用されている。

### 主要諸元
- 軌間：950mm
- 方式：4シリンダ、飽和蒸気式タンク機関車
- 軸配置：Cz
- 最大寸法：全長7678mm、全高3780mm
- 機関車全軸距：3000mm
- 固定軸距：3000mm
- 動輪径：950mm
- ピニオン有効径：860mm
- 自重/運転整備重量：30.1t/38.1t
- ボイラー
  - 火格子面積/火室伝熱面積/全伝熱面積：1.73m2/76.29m2
  - 使用圧力：14kg/cm2
- 粘着式駆動装置
  - シリンダ径×行程：400mm×450mm
  - 弁装置：ワルシャート式
- ラック式駆動装置
  - シリンダ径×行程：400mm×450mm
  - 弁装置：ワルシャート式
  - 減速比：2.22
- 性能
  - 出力：294kW
  - 牽引力：108kN（粘着区間/ラック区間）
  - 牽引トン数：90t（25パーミル、25km/hもしくは75パーミル、10km/h）[14]
  - 最高速度：粘着区間40km/h、ラック区間12km/h[15]
- ブレーキ装置：手ブレーキ、真空ブレーキ、反圧ブレーキ

## 運行

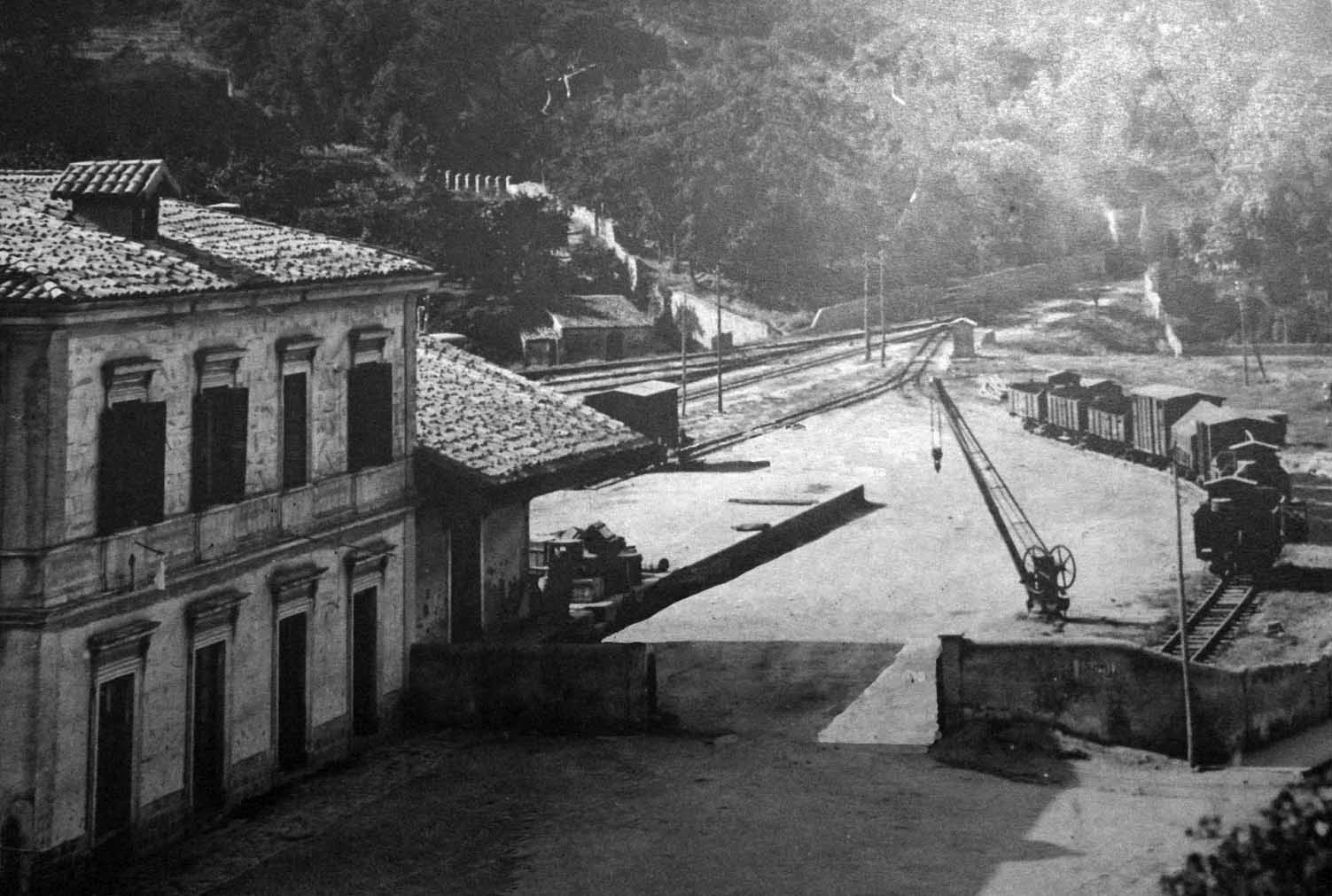
ディッタイノ-ピアッツァ・アルメリーナ-カルタジローネ線のピアッツァ・アルメリーナ駅、1925年頃

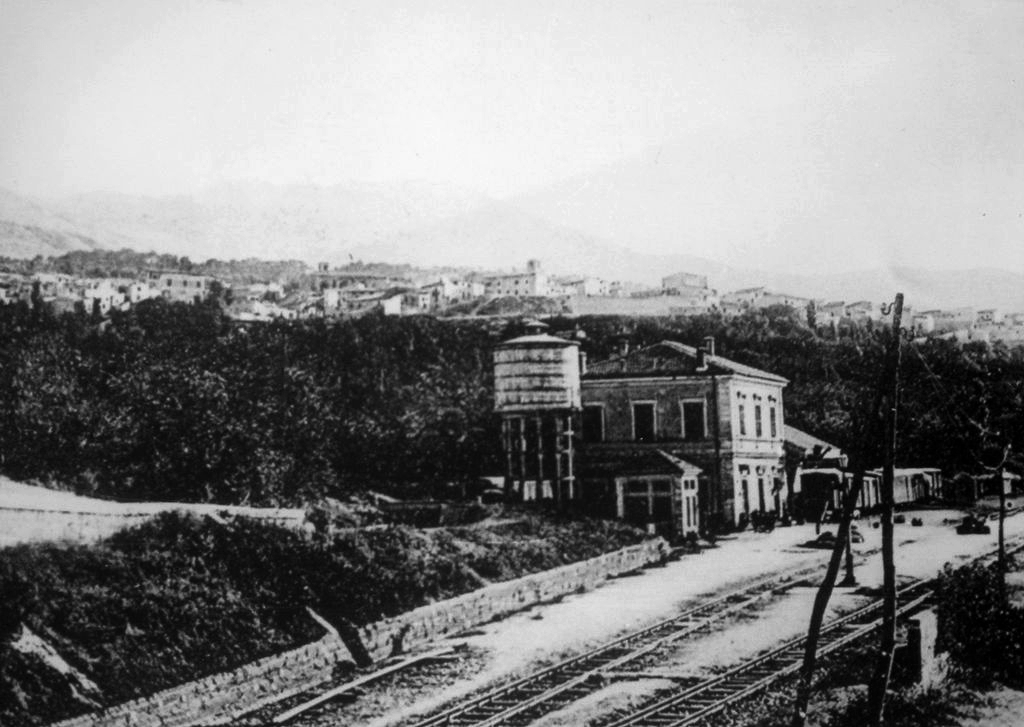
レルカーラ-フィラガ-マガッツォロ線のビヴォーナ駅

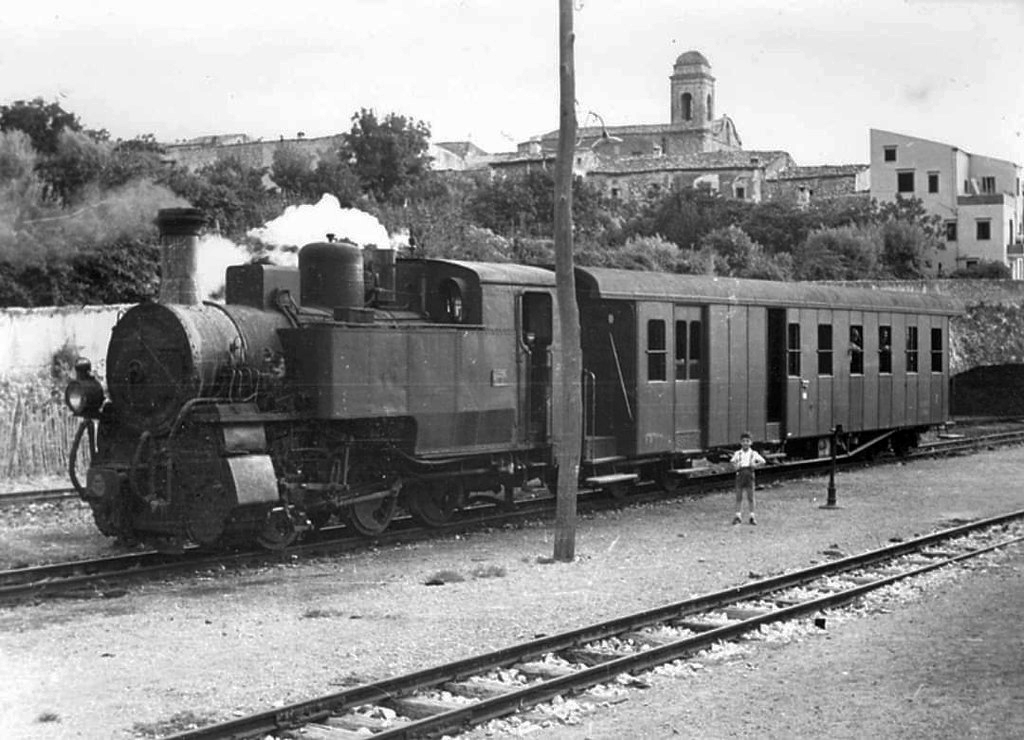
R370が牽引する列車、フィラガ-パラッツォ・アドリアーノ線のパラッツォ・アドリアーノ駅、1959年

- シチリア島内のイタリア国鉄950mm路線のうち、本形式が運行されていた線区とその概要は以下の通り。
  - ディッタイノ-ピアッツァ・アルメリーナ-カルタジローネ線
    - 区間：ディッタイノ駅 - ピアッツァ・アルメリーナ駅 - カルタジローネ駅
    - 概要：71.2km、標高255-791m、両端駅でイタリア国鉄1435mm路線と接続）

  - ディッタイノ-レオンフォルテ線
    - 区間：ディッタイノ駅 - アッソロ駅 - レオンフォルテ駅
    - 概要：14.7km、標高255-650m、ディッタイノ駅でイタリア国鉄1435mm路線と接続）

  - アグリジェント-ナーロ-リカータ線
    - 区間：アグリジェント・バッサ駅 - ナーロ駅 - リカータ駅およびナーロ駅 - カニカッティ駅
    - 概要：63.8km、標高4-419mおよび12.5km、標高419-463m、各端駅でイタリア国鉄1435mm路線と接続

  - レルカーラ-フィラガ-マガッツォロ 線
    - 区間：レルカーラ・バッサ駅 - フィラガ駅 - マガッツォロ駅
    - 概要：66.9km、標高100-905m、レルカーラ・バッサ駅でイタリア国鉄1435mm路線と、マガッツォロ駅でイタリア国鉄950mm路線と接続）

  - フィラガ-パラッツォ・アドリアーノ線
    - 区間：フィラガ駅 - パラッツォ・アドリアーノ駅
    - 概要：13.8km、標高590-820m、フィラガでアグリジェント・バッサ-ナーロ-リカータ線と接続
- 製造された全48機は以下の通りの配置となっていた。当初は各路線に導入されたラック式の動力車は本形式のみであり、ラック区間を通過するすべての列車の牽引に使用されていた。
  - ピアッツァ・アルメリーナ機関区（シチリア州エンナ県）：16機
  - レルカーラ・フリッディ機関区（シチリア州パレルモ県）：20機
  - リカータ機関区（シチリア州アグリジェント県）：12機
- ディッタイノ-ピアッツァ・アルメリーナ-カルタジローネ線には1949-50年にRALn60気動車のラック式駆動装置装備機が4機配備されて旅客列車用に使用されるようになり、輸送量の減少と合わせてピアッツァ・アルメリーナ機関区配置のR370は1951年に16機から6機に減少していた。他の路線では終始R370が列車を牽引していたが、同様に輸送量の減少と合わせて運用される機体数も減少していた。

## 廃車・譲渡
- R370が運用されていた各線区では、1950年代頃より硫黄の需要が減少したことと、低速の蒸気機関車が牽引する列車による旅客輸送が自動車に移行していったことに伴い、本形式の運行は次第に減少し、最終的にはシチリア島の950mm軌間のイタリア国鉄路線は1959年までにほとんどが廃止され、現在では全廃されている。
- これに伴い、本形式も路線の全廃と合わせて全機が廃車され、廃車後はピエトラルサ国立鉄道博物館でR370.023号機が静態保存されているのをはじめ、R370.002、012、018、024の各機が静態保存されている。

### 南サルデーニャ鉄道R370

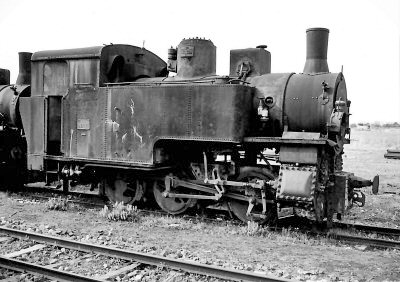
南サルデーニャ鉄道で運用されるR370.037号機、ラック式駆動装置は撤去されている、サン・ジョヴァンニ・スエルジュ駅、1973年

- イタリア西部地中海に位置する、イタリアで2番目に大きな島であるサルデーニャ島では主要な幹線を運営する1435mm軌間のイタリア国鉄路線のほか、いくつかの私鉄路線が敷設されており、その多くは950mm軌間のものであった。その私鉄のひとつであった南サルデーニャ鉄道[16]は沿線にいくつかの炭鉱があり、産出された石炭の輸送も行っていたが年々その輸送量が増大していた。そこで、南サルデーニャ鉄道では、輸送量石炭列車の牽引用として、硫黄の輸送量減少に伴ってイタリア国鉄で余剰となっていたR370を譲受して運行することとなり、1939年-40年に10機、1950年に2機を譲受している。また、炭鉱を運営していたイタリア石炭公社[17]が同様に10機を譲受して計22機が南サルデーニャ鉄道で1971年まで運行されていた。
- 同鉄道はサルデーニャ島南西部と、同島南西端部で陸繋砂州でつながるサンタンティーオコ島に79.3kmと33.1kmの2本の950mm軌間の路線を運行しているが、全区間が粘着式でラック式駆動装置は不要であるため、ラック式駆動装置用の弁装置とピニオン、ブレーキ用のピニオンを撤去し、シリンダを閉塞している。